# Ježdíkové/platýsové pásmo

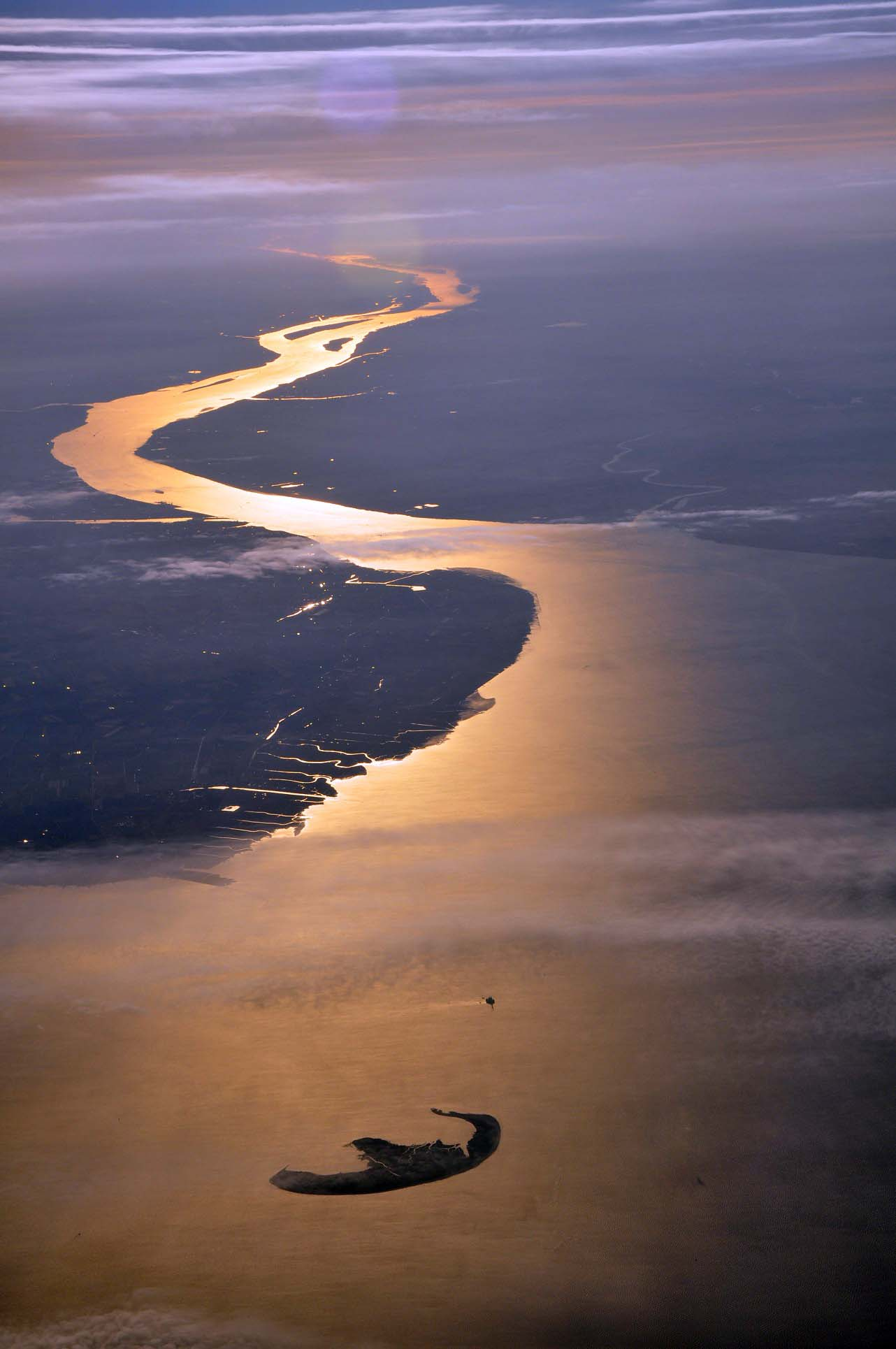
Ústí řeky Labe do Severního moře

Ježdíkové/platýsové pásmo, hypopotamal, je v systému rybách pásem označení pro nejdolnější toky řek v blízkosti jejich vyústění do moře. Je charakteristické přítomností brakické vody a představuje tak přechod mezi sladkovodním a mořským prostředím. 

## Popis biotopu
Jedná se o velmi zajímavé úseky, kde se sladkovodní fauna setkává s rozmanitými druhy brakických vod a kudy procházejí diadromní ryby během třecí migrace mezi mořem a sladkými vodami. Slanost, výška hladiny a proudové poměry jsou do značné míry ovlivněny mořským dmutím. Voda v těchto partiích bývá zejména ve velkých tocích velmi znečištěná a často velmi zakalená kvůli slapovým jevům. Vodní masy se v závislosti na přílivu a odlivu pohybují kyvadlovitě po a proti proudu. Při nízkém odtoku dochází k dlouhému zdržení vody a tím i rozkladu s výraznou spotřebou kyslíku, kdežto příjem kyslíku je zde vzhledem k menšímu specifickému povrchu omezen. V tomto přechodovém úseku mezi slanou a sladkou vodou také dochází úhynu organismů adaptovaných jen na jedno z těchto prostředí, proto bývá nazýváno též úhynová zóna.

## Ryby ježíkového/platýsového pásma

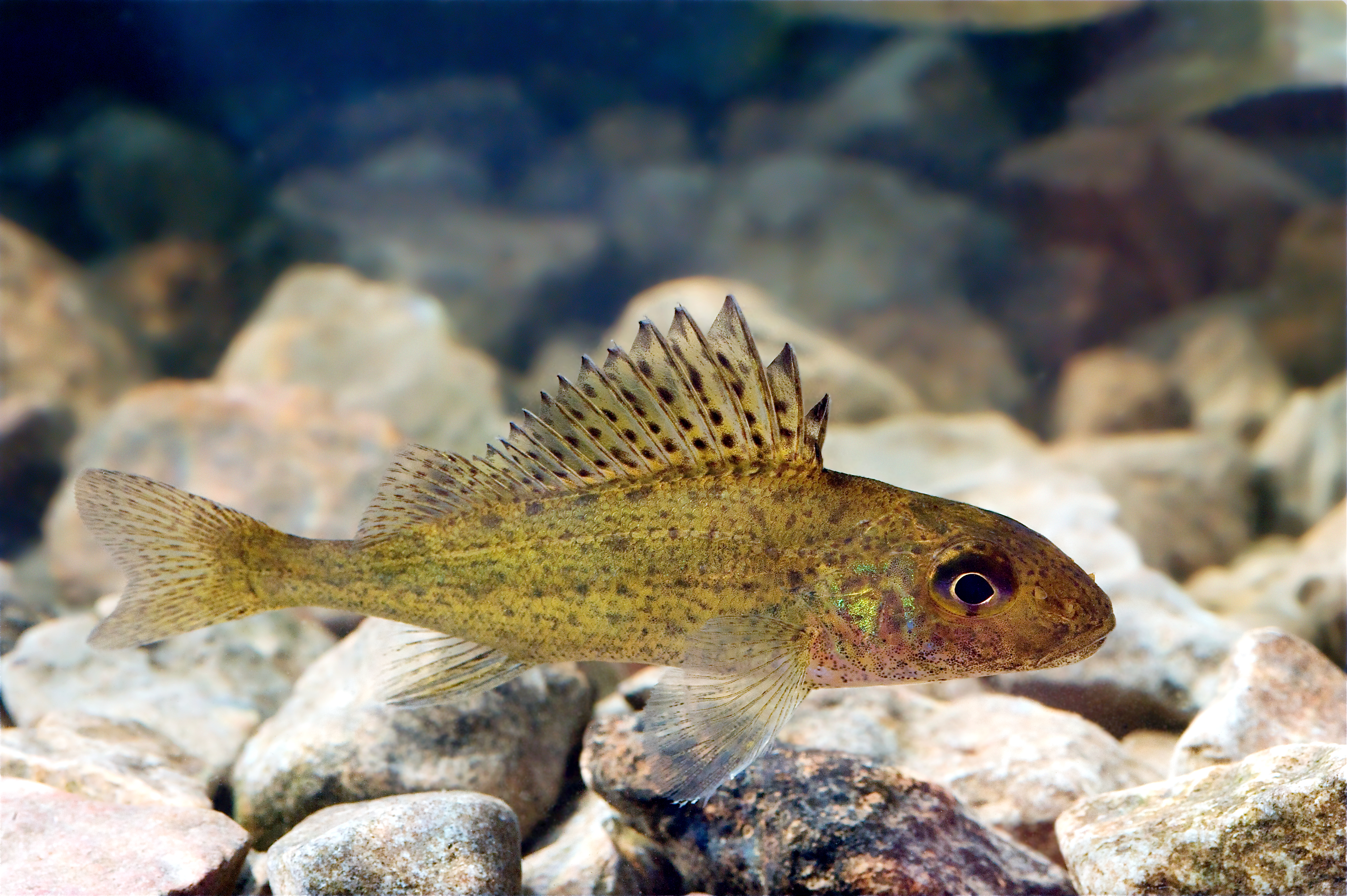
Ježdík obecný
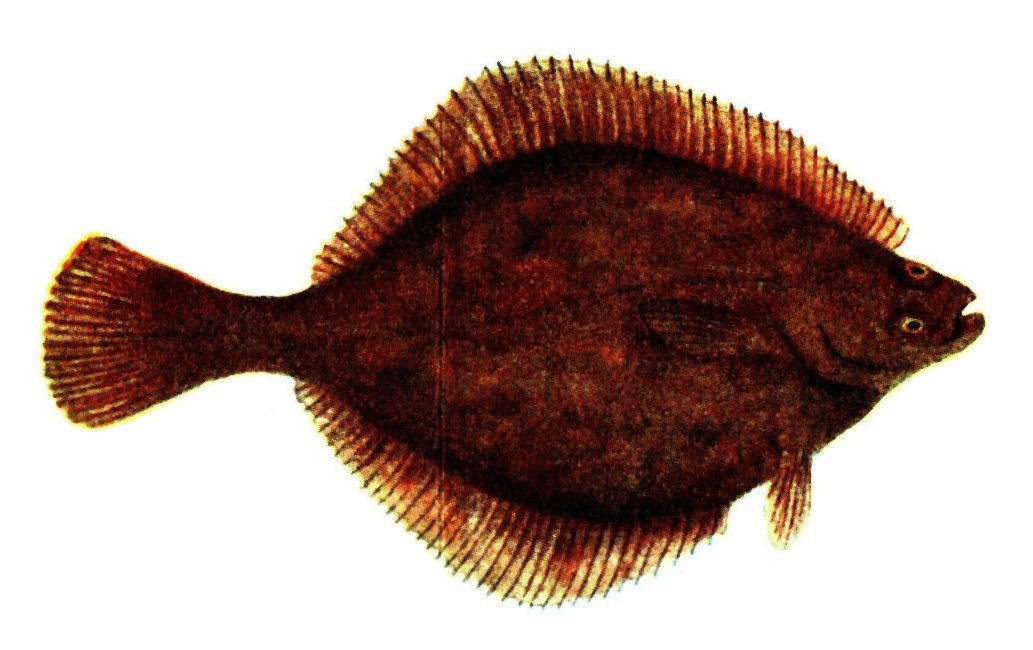
Platýs bradavičnatý
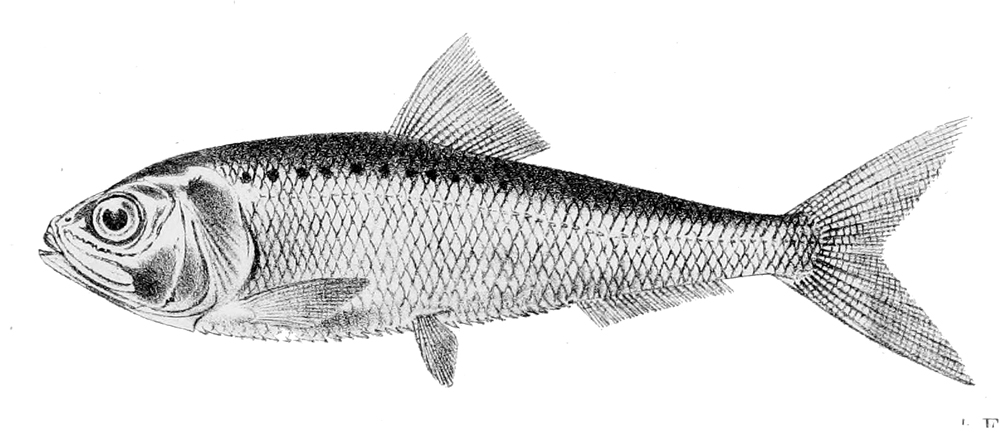
Placka pomořanská
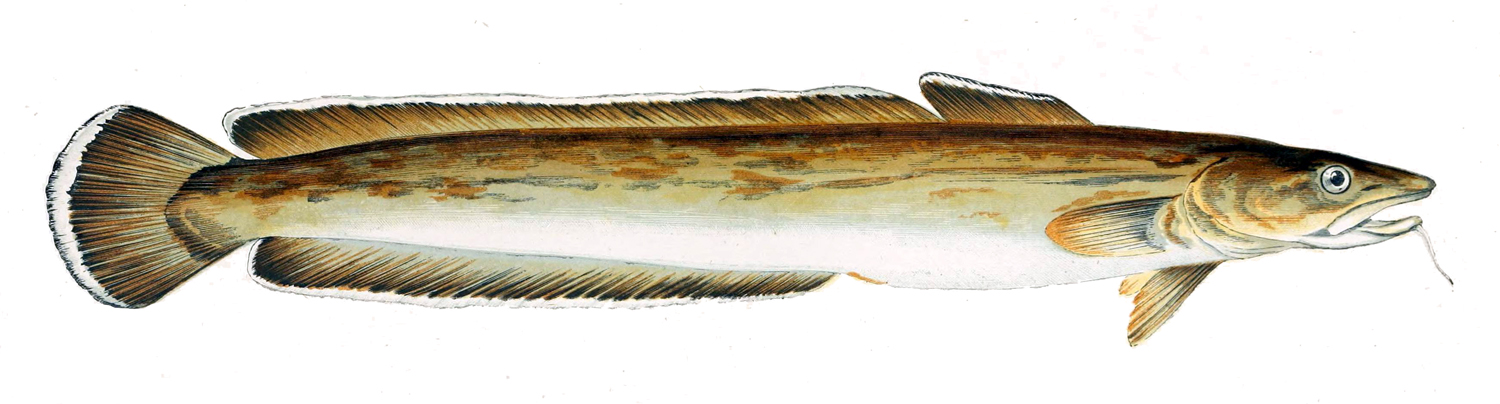
Mník mořský
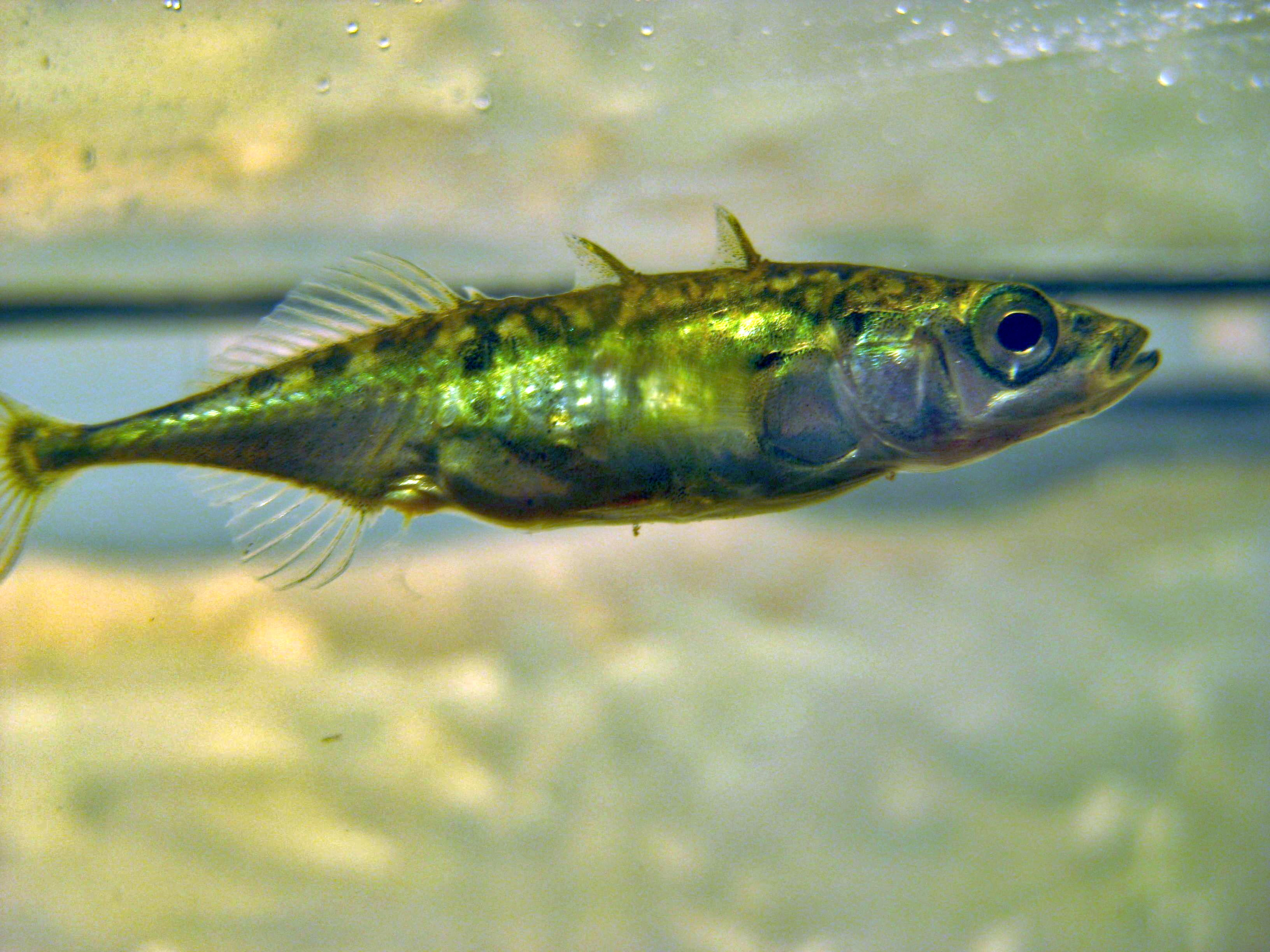
Koljuška tříostná
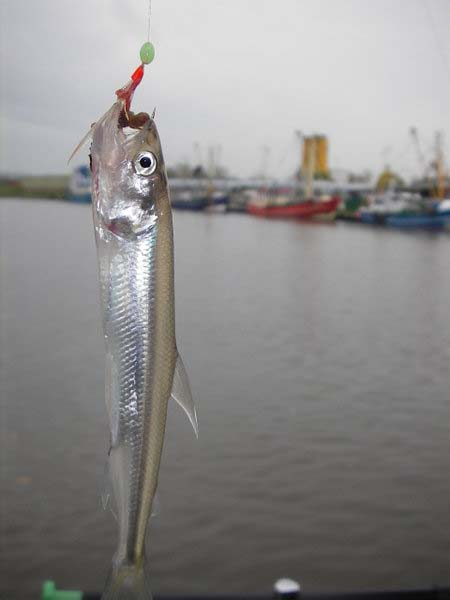
Koruška evropská
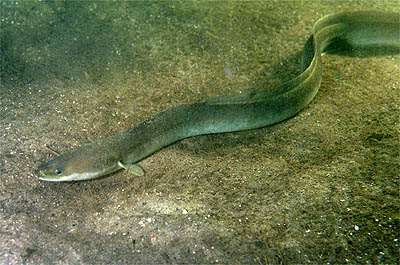
Úhoř říční
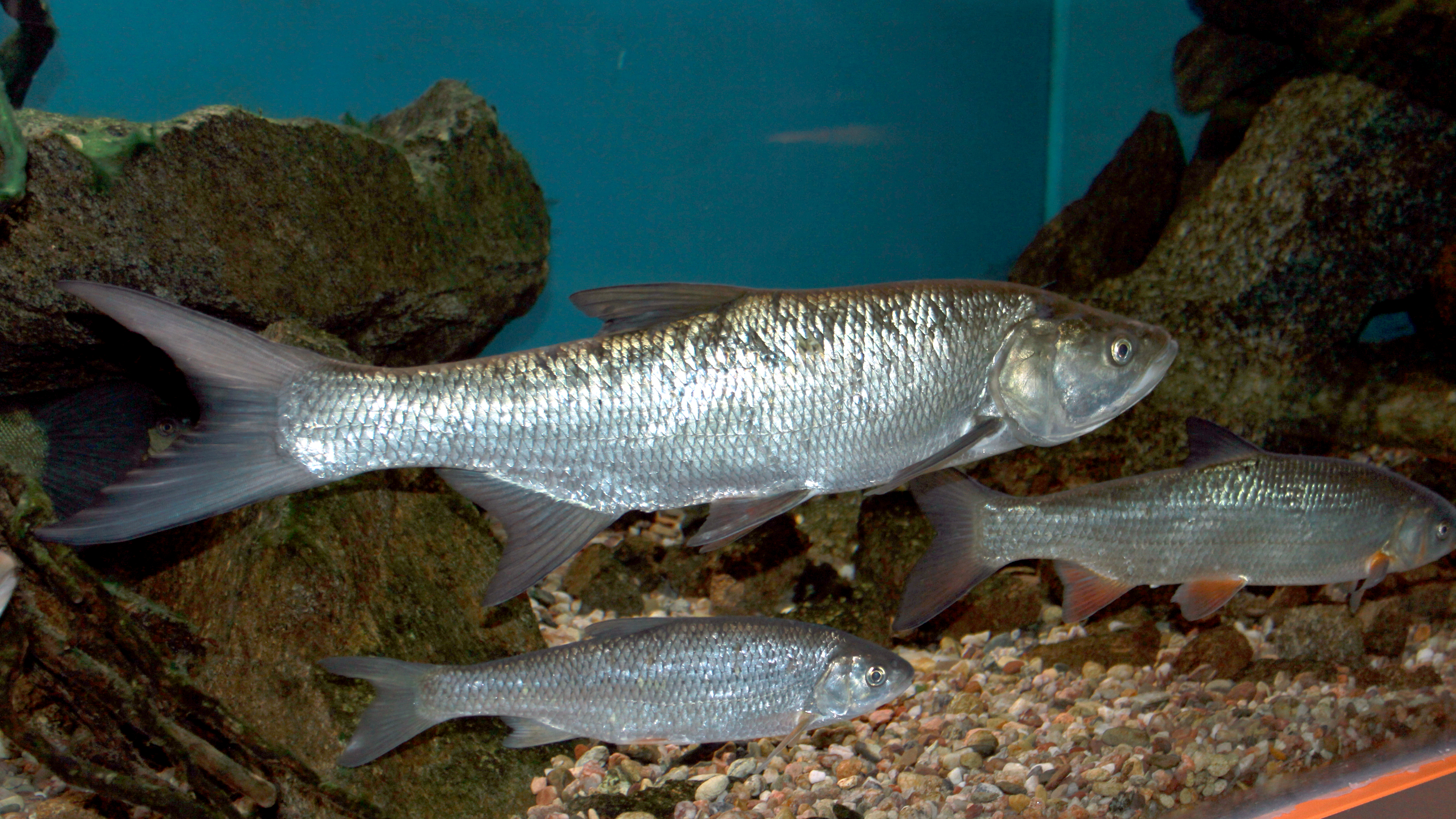
Bolen dravý